# Mieczysław Edward Szufranowicz
Mieczysław Edward Szufranowicz, także Edward Mieczysław Szufranowicz (ur. 3 lutego 1925 w Kolosach, zm. 15 czerwca 2018 we Wrocławiu) – polski działacz państwowy, w latach 1980–1990 wicewojewoda wrocławski.

## Życiorys
Syn Kacpra i Marianny. Ukończył magisterskie studia inżynierskie. Przez wiele lat pracował w Wojewódzkim Związku Gminnych Spółdzielni „Samopomoc Chłopska” najpierw w Bystrzycy Kłodzkiej, następnie do 1980 jako wiceprezes we Wrocławiu. Od 1980 do 1990 pełnił funkcję wicewojewody wrocławskiego, odpowiedzialnego za sprawy zdrowia, rolnictwa i ochrony środowiska. Następnie przeszedł na emeryturę. Należał do Stronnictwa Demokratycznego. W III RP zasiadał m.in. w radzie nadzorczej spółdzielni mieszkaniowej.
W 1986 odznaczony medalem „Za zasługi dla Akademii Rolniczej we Wrocławiu”. 20 czerwca 2018 pochowany na cmentarzu w Bystrzycy Kłodzkiej.